# Compatibilidad de licencia
La expresión compatibilidad de licencia hace referencia al problema que se asocia a licencias aplicables a obras alcanzadas por derechos de autor, particularmente licencias de paquetes de software, que pueden contener requerimientos contradictorios, resultando imposible con ello combinar código fuente de diferentes paquetes o contenido de tales obras de forma de crear nuevas obras.
Por ejemplo, supóngase que la licencia de un paquete de software dice lo siguiente: «versiones modificadas deben mencionar a los desarrolladores en todo material promocional», y otra licencia dice: «versiones modificadas no pueden contener requerimientos de atribución adicionales». Si alguien combina un paquete de software que usa la licencia indicada primero con un paquete de software que utiliza la mencionada en segundo lugar, sería imposible distribuir de manera legal la combinación sin un permiso directo de los propietarios del derecho de autor de ambos paquetes porque no es posible satisfacer simultáneamente ambos requerimientos. Por lo tanto, estos dos paquetes son incompatibles desde el punto de vista de sus licencias.
No todas las licencias aprobadas por la OSI o por la Free Software Foundation son compatibles entre sí, por lo tanto no todo el código bajo licencias aprobadas OSI o FSF puede ser mezclado. Por ejemplo, software nuevo que mezcla código publicado bajo la Mozilla Public License con código bajo la GNU General Public License (ambas licencias han sido aprobadas por OSI y FSF) no puede ser distribuido de una forma que no viole los términos de la GPL o la MPL. El Diagrama de licencias FLOSS explica la compatibilidad o falta de ella entre algunas de las licencias más comunes.

## Compatibilidad GPL
Muchas de las licencias más comunes de software libre, tales como las licencia MIT/X, BSD licenses (en el formato actual de dos cláusulas), y la LGPL, originales, son «compatibles con GPL». Es decir, sus códigos pueden ser combinados con un programa bajo la GPL sin inconvenientes ni conflictos (la nueva combinación estará cubierta en su totalidad por la GPL). Sin embargo, algunas licencia de software libre o de código abierto no son compatibles GPL. 
Véase también el listado de licencias de software aprobadas por la FSF para ejemplos de compatibilidad e incompatibilidad de licencias.
La compatibilidad de la GPL es de hecho un caso especial de compatibilidad copyleft. Además de las licencias con cláusulas de excepción, las licencias definidas copyleft (incluyendo la GPL) son mutuamente incompatibles unas con otras, y generalmente con otras licencias.